# Projekt A
Projekt A (oryg. A' gai wak) – hongkoński film akcji z fragmentami sztuk walki z 1983 roku. Został wyreżyserowany przez Jackiego Chana, Sammo Hunga i Freda Guiola.

## Obsada

### Aktorzy
Źródło: Filmweb

- Jackie Chan – Jackie Dragon Ma
- Sammo Hung – Fei
- Yuen Biao – kapitan Chi
- Dick Wei – Lor Sam Pau
- Mars – Jaws
- Po Tai – Tai
- Wu Long Cheung – bramkarz
- Wai Wong
- Hak Suen Lau – admirał
- Isabella Wong – Winnie
- Chris Lee – pirat
- Winnie Wong
- Hoi San Lee
- Kwan Hoi-san – kapitan Chi
- Fat Wan – Thug
- Wing Man Kuen
- Ho Kai Law
- Wu Ma – Mahjong Player
- Yun Kin Chow
- Kwan Wong – strażnik
- Yim Chan Tang – pirat
- Benny Lai – strażnik

### Głosy
- Edward Earle Bell
- Kurt Ferguson
- Tom Konkle
- John DeMita
- David A. Thomas
- Jennifer Paz
- Danny Trejo
- Joey Camen
- Brad Sergi
- Fred Tatasciore

## Odbiór
Film zarobił 19 323 824 dolarów hongkońskich w Hongkongu.
W 1983 roku podczas 2. edycji Hong Kong Film Award Jackie Chan był nominowany do nagrody Hong Kong Film Award w kategorii Best Actor, grupa sztuk walki Jackiego Chana zdobyła nagrodę w kategorii Best Action Choreography.